# Alessio Zaccaria
Alessio Zaccaria (Ferrara, 2 giugno 1955 – Ferrara, 6 aprile 2025) è stato un giurista italiano.

## Biografia

### Formazione e carriera accademica
Zaccaria fu professore emerito di diritto civile dell'Università di Verona. Si laureò a Ferrara. Ricevette la laurea honoris causa in giurisprudenza da parte della Facoltà giuridica dell'Università di Buenos Aires (laudatio di Marcos M. Córdoba) e la laurea honoris causa sempre in giurisprudenza da parte della Facoltà giuridica dell'Università di Bayreuth (laudatio di Christian Baldus).

### Membro del CSM
Il suo nome fu proposto e sostenuto come candidato dal Movimento 5 Stelle a componente laico del CSM. Il suo nome, primo per consenso dalla rete, si scontrò con quello dell'ex deputato del PCI e magistrato cassazionista Nicola Colaianni, docente di Diritto Ecclesiastico presso l'Università di Bari, il secondo più votato dalla rete.
Il 6 novembre 2014 Zaccaria fu eletto componente laico del Consiglio superiore della magistratura dal Parlamento in seduta comune al dodicesimo scrutinio con grande convergenza ottenendo 537 voti, 88 in più dei 449 richiesti come quorum (3/5 votanti) e risultando il candidato più votato tra quelli eletti dal Parlamento in tutti gli scrutini.
Da agosto 2019 fu membro a pieno titolo e fondatore dell'Accademia Internazionale di Diritto delle Successioni.

## Opere
- La prestazione in luogo dell’adempimento, Giuffrè 1987, pp. VI - 402.
- Diritti extrapatrimoniali e successione, Cedam 1988, pp. XV - 283.
- La mediazione, Cedam 1992, pp. XI-231.
- Rapporti obbligatori e beneficio d’inventario, Giappichelli 1994, pp. VIII - 180.
- La vendita dei beni di consumo. Commento agli art. 1519 bis-1519 nonies codice civile (scritto con Giovanni De Cristofaro), Cedam 2002, pp. X - 277.
- Einführung in das italienische Recht (diretta con Stefan Grundmann), Verlag Recht und Wirtschaft, Frankfurt am Main 2007, pp. XXXIII – 541; parti scritte: Allgemeines Schuldrecht (pp. 151 – 187), Deliktsrecht (pp. 254 – 264), Erbrecht (pp. 325 – 344).
- Gli effetti della trascrizione (scritto con Stefano Troiano), Giappichelli, 2ª ed., 2008, pp. XXVII - 309.
- Perfiles del derecho italiano de sucesiones, Editorial Bosch 2008, pp. 1 – 83.
- Mediazione e mandato, per tacer del contratto d’opera, Jenaer Wissentschaftliche Verlagsgesellschaft 2011, pp. 1 – 153 (in italiano, tedesco, francese e inglese).
- Derecho y postmodernidad. Ensayos de Derecho Privado, ARA Editores 2012, pp.1 – 109.
- Derecho Moderno, Liber Amicorum Marcos M. Córdoba, "La collazione dei crediti inesigibili ” T.I. Editorial Rubinzal Culzoni, 2013. ISBN 978-987-30-0411-7. L'opera è stata dichiarata di "Interesse legale dall'Assemblea Legislativa della Città Autonoma di Buenos Aires per risoluzione 417/2016.
- Tratado de la Buena Fe en el Derecho. Evolución del Principio, Córdoba, Marcos M. Editor, Laje, Alejandro, Coordinador, Ed. Universidad Abierta Interamericana, Buenos Aires, 2019. ISBN 978-987-4023-67-4.